# دونكان ك. فولي
دونكان ك. فولي (بالإنجليزية: Duncan K. Foley)‏ هو بروفيسور واقتصادي أمريكي، ولد في 15 يونيو 1942 في كولومبوس في الولايات المتحدة.